# Raïon de Bouda-Kachaliova
Le raion de Bouda-Kachaliova (en biélorusse : Буда-Кашалёўскі раён, Bouda-Kachaliowski raïon ; en russe : Буда-Кошелевский район, Bouda-Kochelevski raïon) est une subdivision de la voblast de Homiel ou Gomel, en Biélorussie. Son centre administratif est la ville de Bouda-Kachaliova.

## Géographie
Le raïon couvre une superficie de 1 594,5 km2, dans le nord-est de la voblast. Il est limité au nord par le raïon de Rahatchow, à l'est par le raïon de Tchatchersk et le raïon de Vetka, au sud par le raïon de Gomel et le raïon de Retchytsa et à l'ouest par le raïon de Jlobine.

## Histoire
Le raion a été créé le 17 juillet 1924.

## Population

### Démographie
La population du raïon s'élevait à 35 738 habitants en 2009, ce qui représente une densité de 22,4 hab/km2. Le raïon est très peu urbanisé : sa population urbaine ne regroupe que 32,4 % de la population totale et la population rurale 67,6 %. Outre la ville de Bouda-Kachaliova, qui en est le centre administratif, le raïon compte une commune urbaine, Ouvaravitchy, et 269 villages.
Les résultats des recensements de la population (*) font apparaître une diminution rapide de la population depuis 1959. Ce déclin s'est accéléré depuis la dislocation de l'URSS :
| 1959*  | 1970*  | 1979*  | 1989*  | 1999*  | 2009*  |
| ------ | ------ | ------ | ------ | ------ | ------ |
| 71 824 | 67 842 | 57 972 | 51 097 | 43 921 | 35 738 |

### Nationalités
Selon les résultats du recensement de 2009, la population du raïon se composait de trois nationalités principales :
- 94,5 % de Biélorusses ;
- 3,8 % de Russes ;
- 1,0 % d'Ukrainiens.

### Langues
En 2009, la langue maternelle était le biélorusse pour 80,3 % des habitants et le russe pour 16,3 %. Mais le biélorusse n'était parlé à la maison que par 56,6 % de la population et le russe par 33,3 %.